# Sven Müller
Sven Alexander Müller, född 12 september 1857 i Stockholm, död 29 juli 1940 i Berghems socken, var en svensk lantbrukare och jordbrukslärare.
Sven Müller var son till Alexander Müller. Han studerade i Stockholm, Chemnitz och slutligen i Berlin där han avlade mekaniker- och optikerexamen 1874. Åren 1874–1875 var han lantbrukspraktikant vid Rödjenäs, 1875–1876 bokhållare där och studerade därefter vid Ultuna lantbruksinstitut 1876–1878. Müller arbetade därefter som inspektor vid olika gårdar i Tyskland. År 1883 genomgick han en kulturteknisk kurs i Poppelsdorf och praktiserade därefter i Lichterfelde 1883–1884. År 1884 återvände Müller till Sverige där han 1884–1885 var inspektor vid Bergkvara. År 1886 blev han förvaltare vid Stensjöholm i Agunnaryds socken. Müller var 1887–1891 ledamot av styrelsen för Svenska mosskulturföreningen och 1890–1900 kulturingenjör där. Åren 1901–1917 var han föreståndare för Kronobergs läns lantbruksskola på Stensjöholm. Müller var även ledamot av styrelsen för Sveriges utsädesförening 1901–1913, ledamot av styrelsen för Kronobergs läns skogsvårdsstyrelse 1905–1919 och ledamot av Kronobergs läns hushållningssällskaps förvaltningsutskott 1905–1919. Han blev 1904 ledamot av Kungliga Lantbruksakademien.